# Philippines aux Jeux olympiques d'hiver de 1992
Cet article contient des informations sur la participation et les résultats des Philippines aux Jeux olympiques d'hiver de 1992, qui ont eu lieu à Albertville en France. Il s'agit de la dernière participation du pays aux Jeux olympiques d'hiver avant leur retour 22 ans plus tard aux Jeux de Sotchi. 

## Résultats

### Ski alpin

#### Hommes
| Athlète        | Épreuve      | Manche 1      | Manche 1 | Manche 2      | Manche 2 | Total         | Total |
| Athlète        | Épreuve      | Temps         | Rang     | Temps         | Rang     | Temps         | Rang  |
| -------------- | ------------ | ------------- | -------- | ------------- | -------- | ------------- | ----- |
| Michael Teruel | Slalom géant | 1 min 24 s 13 | 88       | 1 min 22 s 71 | 68       | 2 min 46 s 84 | 71    |
| Michael Teruel | Slalom       | 1 min 13 s 95 | 66       | 1 min 13 s 54 | 51       | 2 min 27 s 49 | 49    |